# Cyclosa fililineata
Cyclosa fililineata är en spindelart som beskrevs av Richard Hingston 1932. Cyclosa fililineata ingår i släktet Cyclosa och familjen hjulspindlar. Inga underarter finns listade i Catalogue of Life.